# Horus Crocodile
Pour les articles homonymes, voir Horus (homonymie).
Ne doit pas être confondu avec Horus aux crocodiles.
L'Horus Crocodile (hor Sehendet) est un des rois de la dynastie 0 au sujet de laquelle il reste beaucoup de choses à découvrir. Il semble qu’il régnait en même temps que Ka (Sekhen) usurpant le trône dans une autre principauté plus au nord (Tarkhan).
Son serekh a été trouvé dans le tombeau 414 à Tarkhan.